# Groote Eylandt
Groote Eylandt (zó geschreven in een oude Nederlandse spelling) is het grootste eiland in de Golf van Carpentaria in het Noordelijk Territorium van Australië. Het eiland meet van oost naar west 50 kilometer, en van noord naar zuid 60 kilometer. Het eiland bestrijkt een oppervlak van 2326 km². Het ligt zo'n 50 km uit de kust ten oosten van Arnhemland, ongeveer 630 km van de stad Darwin.
Het hele eiland is sinds 1976 gemeenschappelijk bezit onder een zogenaamde Aboriginal freehold title. Er is een grote mangaanmijn die royalty's betaalt aan de aborigines.

## Geschiedenis
Groote Eylandt werd voor het eerst door Europeanen bezocht in 1623, met name door de Nederlander Willem van Coolsteerdt met zijn schip de Arnhem. Het was echter Abel Tasman die het eiland in 1644 zijn Nederlandse naam gaf.